# لارس ماغنوس إريكسون
لارس ماغنوس إريكسون (بالسويدية: Lars Magnus Ericsson) هو عامل سكة الحديد ومخترِع ورائد أعمال سويدي، ولد في 5 مايو 1846 في Värmskog ‏ في السويد، وتوفي في 17 ديسمبر 1926 في Botkyrka parish ‏ في السويد.